# Задирака Олександр Степанович
Олекса́ндр Степа́нович Задира́ка — український фотограф.
Перший фотодосвід отримав у восьмому класі, коли позичив у свого друга фотоапарат ФЕД-2. Як фотограф-любитель брав участь у республіканських і міжнародних виставках. Першою оголеною натурою для нього слугувала його дружина Світлана.
У 1971 році закінчив факультет хімічного машинобудування Київського політехнічного інституту, після чого працював інженером на заводі «Більшовик». З 1975 року кардинально змінив рід діяльності та почав працювати фотографом на Київському рекламному комбінаті (пізніше «Укрреклама»), де пропрацював 20 років.
З 1995 року — «вільний» фотограф, займається фотозйомкою для рекламних агенцій, журналів та видавництв. Серед іншого, фотографував для українського еротичного журналу «Красная шапочка» і для спортивної газети «Команда». Фотографії публікувалися у виданнях «Натали», «Cosmopolitan», «Панорама» та ін. У 1997 та 1998 роках отримав головні призи фестивалю реклами «Золотий профіль» (рос. «Золотой профиль»).
У 2006 році друком вийшла його книга «Фотографія оголеного тіла».
Улюблені жанри: ню, спорт та жанрова фотографія. Користується графічними редакторами.
Майстер спорту, відіграв понад 20 сезонів у командах вищої ліги чемпіонату СРСР з регбі. Захоплюється полюванням, підводним полюванням та садівництвом. Член Українського товариства мисливців та рибалок (УТМР). Член творчих спілок дизайнерів, фотохудожників і рекламістів.